# Christian Vibe
Christian Vibe (16. marts 1913 i Raved ved Bolderslev – 23. juni 1998) var en dansk zoolog ansat på Zoologisk Museum.
Han er mest kendt for flytningen af moskusoksekalve fra Øst- til Vestgrønland.
Der blev indfanget 27 moskusokser. En af moskusokserne kaldet Willie, kom flere flere gange tilbage til Lufthavnen i Søndre Strømfjord/Kangerlussuaq. Den gik ud på startbanen og måtte fjernes. Den blev trukket væk ud til havnen, men vendte tilbage flere gange. Til sidst måtte man skyde Willie, da den blev aggressiv og kunne finde på at stå på landingsbanen. [kilde mangler]
Kalvene blev indfanget på Østgrønland ved Danmarkshavn i 1961 og transporteret til Zoologisk Have i København. Efter et år blev kalvene ført tilbage til Søndre Strømfjord/Kangerlussuaq på Grønlands vestkyst, således at 13 kalve blev landsat i 1962 og 12 kalve blev landsat i 1963.
Mange eksperter var imod udsætningen, da den var unaturlig og en trussel mod rensdyrene.
I 2010 lever Moskusokserene og Rensdyrene side om síde, og det skønnes, at der lever omkring 4000 moskusokser i området. Det giver både penge og kød til de grønlandske fangere.